# Farhad Ardalan
Farhad Ardalan (* 3. November 1939 in Teheran) ist ein iranischer Physiker, der sich mit theoretischer Elementarteilchenphysik und Stringtheorie befasst.
Ardalan studierte Physik an der Columbia University mit dem Bachelor-Abschluss 1963 und dem Master-Abschluss 1966 und wurde 1970 an der University of Pennsylvania promoviert. 1970 bis 1978 war er Assistant Professor und ab 1982 Professor an der Scharif-Universität für Technologie in Teheran (dazwischen war er 1978 bis 1982 Associate Professor an der Mazandaran University). 1989 bis 1992 stand er der Physik-Fakultät vor. 2009 wurde er emeritiert.
Ardalan befasst sich mit Yang-Mills-Theorien, Superstringtheorien und Branen, nichtkommutativer Geometrie in der Physik, entwickelte in der Frühzeit der Stringtheorie eine Para-Stringtheorie (mit einer Quantisierung die Parastatistik verwendet), konstruierte modular invariante Verteilungsfunktionen von Wess-Zumino-Witten-Modellen über die Orbifold-Methode, klassifizierte Lösungen der  elfdimensionalen Supergravitation mit Quotientenstruktur und entdeckte die Nichtkommutativität von
D-Branen in der Stringtheorie.
Er war 1989 Mitgründer des Institute for Studies in Theoretical Physics and Mathematics (IPM, später Institute for Research in Fundamental Science). Dort ist er Senior Fellow und stand 1994 bis 1996 und 1998 bis 2004 der School of Physics vor.
1976/77 war er Gastprofessor an der State University of New York at Stony Brook, 1973/74 an der Yale University und 1995 bis 2003 war er Adjunct Professor an der University of Cincinnati.
2010 wurde er Fellow der American Physical Society.
2000 wurde er Fellow der Third World Academy of Sciences und 1999 erhielt er den Khawrazmi-Preis. Er war Mitglied der CMS-Kollaboration am LHC.

## Schriften (Auswahl)
- mit Freydoon Mansouri: Quantum Theory of Dual Relativistic Parastring Models,     Phys. Rev. D, Band 12, 1974, S. 3341
- mit G. N. Fleming: A spinor field theory on a seven dimensional homogeneous space of the Poincare group, Journal of Mathematical Physics, Band 16, 1974, S. 3341
- Classical solutions of SO(3,1) gauge theory, Phys. Rev. D, Band 17, 1978, S. 1131
- mit F. Mansouri: Interacting Parastrings, Phys. Rev. Lett., Band 23, 1986, S. 2456
- mit H. Arfaei: Quotient space solutions of eleven dimensional supergravity, Gen. Rel. Grav., Band 18, 1986, S. 675
- mit M. Abolhassani: A unified scheme for modular invariant partition functions of WZW models, Int. J. Mod. Phys. A, Band 9, 1994, S. 2707
- mit M. Alimohammadi, H. Arfaei: Gauging SL(2,R) and SL(2,R) × U(1) by their Nilpotent Subgroups,  Int. J. Mod. Phys. A, Band 10, 1995, S. 115
- mit M. Alishahiha, F. Mansouri: The moduli space of the N = 2 supersymmetric G2 Yang-Mills theory,  Phys. Lett. B, Band 381, 1996, S. 446, Arxiv
- mit H. Arfaei, M. M. Sheikh Jabbari: Noncommutative geometry from strings and branes, JHEP 02, 1999, S. 016, hep-th/9810072
- String Theory, Matrix Model, and Noncommutative Geometry, Proc. DPF 1999, Arxiv
- mit F. Mansouri: Dirac quantization of open strings and noncommutativity in brane,  Nuclear Phys. B, Band 576, 2000, S. 578, Arxiv
- mit N. Sadooghi: Axial anomaly in non-commutative QED on R4, Int. J. Mod. Phys. A, Band 16, 2001, S. 3151,Arxiv
- mit N. Sadooghi: Anomaly and nonplanar diagrams in non-commutative gauge theories,  Int. J. Mod. Phys. A, Band 17, 2001, S. 123–144, Arxiv
- mit  M. Alishahiha,H. Ebrahim, S. Mukhopadhyay: On 5D Small Black Holes, JHEP 03, 2008, S. 074, Arxiv
- mit M. Alishahiha: Central charge for 2D gravity on AdS(2) and AdS(2)/CFT(1) Correspondence, JHEP 08, 2008, S.  079, Arxiv
- mit D. Allahbakhshi: Holographic Phase Transition to Topological Dyons,    JHEP 10, 2010, S.114, Arxiv
- mit N. Sadooghi: Translational-invariant noncommutative gauge theory, Phys. Rev. D, Band 83, 2011, S.  025014
- mit M. Ghasemkhani, N. Sadooghi: On the mass spectrum of noncommutative Schwinger model in Euclidean R2 space, Eur. Phys. J. C, Band 71, 2011, S. 1606